# Hidrovía Paraná-Tieté

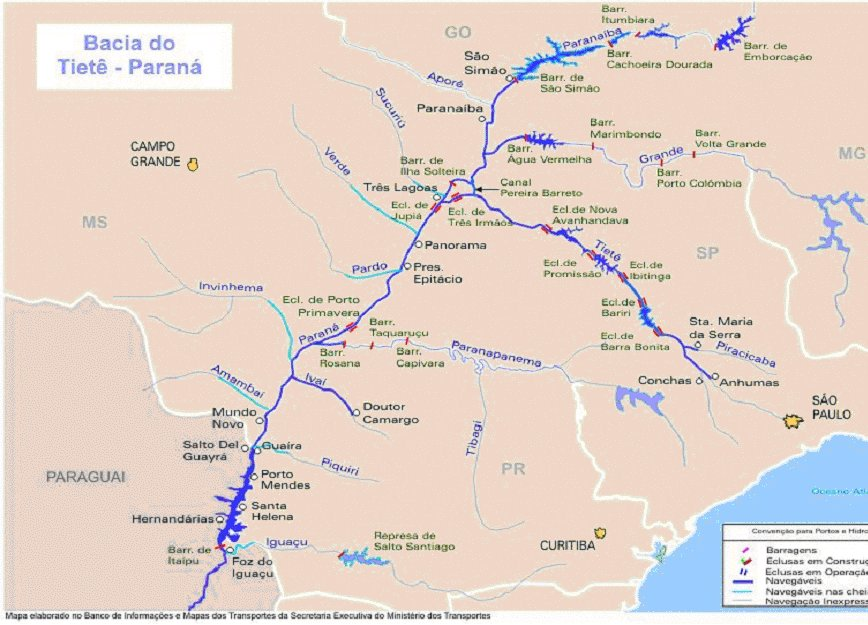
Mapa de la Hidrovía Paraná-Tietê con las esclusas que permiten la navegación a través de esta.

La Hidrovía Paraná-Tieté es una vía de navegación fluvial situada entre las regiones sur, sudeste y centro oeste de Brasil, que permite la navegación y consecuentemente, el transporte de cargas y pasajeros a lo largo de los ríos Paraná y Tieté. Un sistema de esclusas posibilita el pasaje a través de los desniveles generados por las distintas represas que se encuentran en los 2 ríos.

## Utilidad económica
La hidrovía es muy importante para la salida de la producción agrícola de los estados de Mato Grosso, Mato Grosso do Sul y parte de la de Rondonia, Tocantins y Minas Gerais. Por esta circularon 2 millones de toneladas de carga en el año 2001. Posee 12 terminales portuarios, distribuidos en un área de 760.000 km². 
La entrada en operación de la hidrovía impulsó la implantación de 23 polos industriales, 17 polos turísticos y 12 polos de distribución, generando la creación de más de 4.000 puestos de trabajo directos.
La implantación y manutención de la hidrovía y todas las acciones que se refieren a su infraestructura, con excepción del río Tieté está a cargo de la Administração das Hidrovias do Paraná - AHRANA.

## Extensión
Según el proyecto, la hidrovía se extiende a lo largo de 1.747 km, permitiendo la navegabilidad del río Piracicaba, desde su confluencia con el río Tieté hasta 22 km aguas arriba en la ciudad de Santa María da Serra; del río Tieté en una extensión de 554 km desde la ciudad de Anhumas hasta la desembocadura de este en el río Paraná ; del río Grande, entre el río Paraná y la ciudad de Agua Vermelha por 59 km; del río Paranaíba a lo largo de 180 km desde el puerto de São Simão, hasta el río São José dos Dourados; por este y el canal Pereira Barreto vinculando los ríos Tieté y Paranáiba; del río Ivaí por 90 km entre el Paraná y la ciudad de Doutor Camargo; y finalmente por el río Paraná a lo largo de 789 km entre el río Tieté y la represa de Itaipú.
A lo largo del Tieté se ubicaron las esclusas que salvan los desniveles producidos por las represas de Barra Bonita, Bariri, Ibitinga, Promissão, Nova Avanhandava y Três Irmãos; y sobre el Paraná, las que salvan los desniveles de las represas de Jupiá y Porto Primavera.
| Río                   | Sector navegable                          | Extensión kilómetros |
| --------------------- | ----------------------------------------- | -------------------- |
| Paraná                | Represa de Itaipú - Represa Ilha Solteira | 789                  |
| Tieté                 | Río Paraná - Anhumas                      | 554                  |
| Paranaíba             | Río São José dos Dourados - São Simão     | 180                  |
| Ivaí                  | Río Paraná - Doutor Camargo               | 90                   |
| Grande                | Río Paraná - Agua Vermelha                | 59                   |
| São José dos Dourados | Río Paranaíba - Canal Pereira Barreto     | 44                   |
| Piracicaba            | Río Tieté - Santa María da Serra          | 22                   |
| Canal Pereira Barreto | Río São José dos Dourados - Río Tieté     | 9                    |
| Total                 |                                           | 1.747                |

- Datos: Q3135295
- Multimedia: Hidrovia Tietê-Paraná / Q3135295